# Ильинки (Московская область)
Ильинки — деревня в Сергиево-Посадском районе Московской области России, входит в состав сельского поселения Лозовское.

## Население
| 1859 | 1895 | 1905 | 1926 | 2002 | 2006 | 2010 |
| ---- | ---- | ---- | ---- | ---- | ---- | ---- |
| 64   | ↗80  | ↗94  | ↗139 | ↘6   | →6   | ↗9   |

## География
Деревня Ильинки расположена на севере Московской области, в юго-восточной части Сергиево-Посадского района, примерно в 56 км к северу от Московской кольцевой автодороги и 6,5 км к востоку от железнодорожной станции Сергиев Посад.
Менее, чем в 1 км северо-западнее деревни проходит Ярославское шоссе М8, в 27 км к югу — Московское малое кольцо А107, в 4,5 км к северо-востоку — Московское большое кольцо А108, в 22 км к юго-востоку — Фряновское шоссе Р110.
К деревне приписано восемь садоводческих товариществ (СНТ). Ближайшие сельские населённые пункты — село Дерюзино, деревни Абрамово и Назарьево.

## История
В «Списке населённых мест» 1862 года — казённая деревня 1-го стана Александровского уезда Владимирской губернии по левую сторону Троицкого торгового тракта из города Алексадрова в Сергиевский посад Московской губернии, в 35 верстах от уездного города и становой квартиры, при овраге Тетилове, с 14 дворами и 64 жителями (26 мужчин, 38 женщин).
По данным на 1895 год — деревня Ботовской волости Александровского уезда с 80 жителями (40 мужчин, 40 женщин). Основными промыслами населения являлись хлебопашество, выработка бумажных тканей и размотка шёлка, 4 человека уходили в качестве чернорабочих на отхожий промысел в Сергиев посад.
По материалам Всесоюзной переписи населения 1926 года — деревня Назарьевского сельсовета Шараповской волости Сергиевского уезда Московской губернии в 6,4 км от местного шоссе и 8,5 км от станции Сергиево Северной железной дороги; проживало 139 жителей (71 мужчина, 68 женщин), насчитывалось 26 крестьянских хозяйств.
С 1929 года — населённый пункт Московской области в составе:
- Сменовского сельсовета Сергиевского района (1929—1930)[13],
- Сменовского сельсовета Загорского района (1930—1939)[14],
- Березняковского сельсовета Загорского района (1939—1954)[15],
- Тураковского сельсовета Загорского района (1954—1963, 1965—1991)[15][16][17],
- Тураковского сельсовета Мытищинского укрупнённого сельского района (1963—1965)[16],
- Тураковского сельсовета Сергиево-Посадского района (1991—1994)[17],
- Тураковского сельского округа Сергиево-Посадского района (1994—2006)[18],
- сельского поселения Лозовское Сергиево-Посадского района (2006 — н. в.)[19][20].